# Attaché de l'air

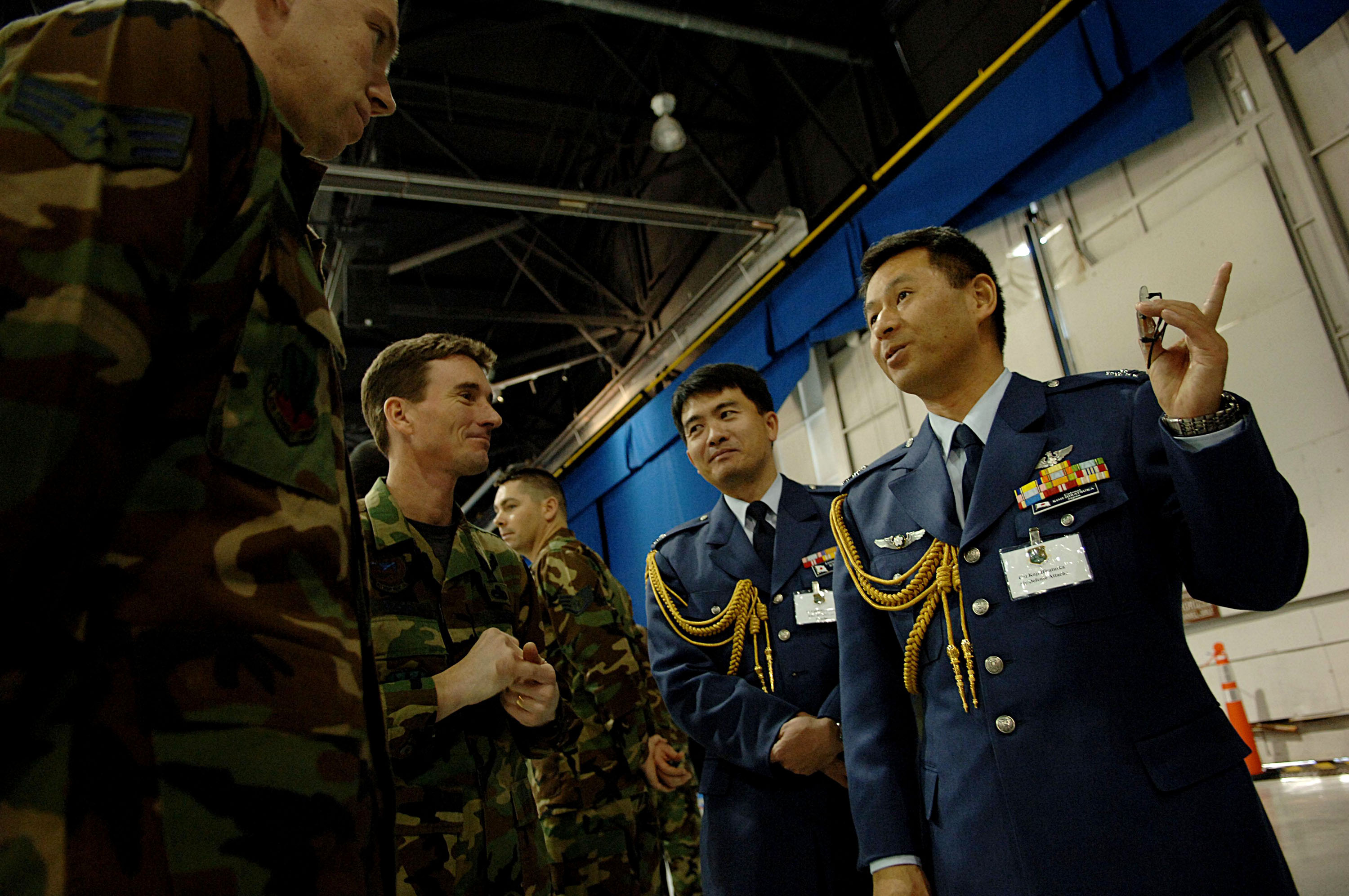
Attaché de l'air à l'ambassade du Japon aux États-Unis.

Un attaché de l'air est un officier de l’armée de l’air qui fait partie d'une mission diplomatique; ce poste est normalement tenu par un officier supérieur.

## Rôle
L'attaché de l'air représente généralement le chef de l’armée de l'air de son pays dans le pays étranger où il sert. Les responsabilités principales comprennent le maintien des contacts entre le pays hôte et la force aérienne de l'attaché. Cela comprend l'organisation de visites officielles, d’échanges et d’exercices. Les autres fonctions d'un attaché de l'air consistent à acquérir et entretenir une bonne connaissance de l’armée de l’air du pays hôte - notamment à l'occasion de voyages dans le pays d'accueil pour évaluer ses infrastructures - et à transmettre ces informations à ses supérieurs dans ses rapports. Cette collecte se fait souvent au cours de voyages de type privé (vacances, voyages en famille), afin de ne pas créer de frictions ou même courir le risque d'expulsion pour espionnage, notamment dans certains pays plus sensibles que d'autres dans ce domaine.
Lorsqu'une mission diplomatique n'est pas assez importante pour justifier la présence d'un attaché de l'air, le rôle de ce dernier est assuré par l'attaché de la défense qui traite également des questions relatives à l'armée de terre et à la marine. Les missions diplomatiques plus étoffées peuvent par contre comporter un attaché de l'air, voire un attaché de l'air avec un adjoint.